# Danionella cerebrum
Espèce
Danionella cerebrum est une espèce de poissons d'eau douce de la famille des Cyprinidae endémique de Birmanie.

## Répartition
Danionella cerebrum a été signalé en 2021 dans des cours d'eau troubles de basse altitude sur les versants sud et est de la chaîne de montagnes Bago Yoma en Birmanie, ainsi que dans un canal d'irrigation au sud-ouest de la ville de Hmawbi.

## Description
Les individus adultes de cette espèce mesurent entre 10 mm et 13 mm de longueur et possèdent un cerveau d'un volume de 0,6 mm3, le plus petit cerveau connu pour un vertébré,,.
Les larves de Danionella cerebrum présentent des différences et des similarités dans leur activité locomotrice avec celles du Poisson-zèbre (Danio rerio) qui sont relativement proches sur l'échelle de l'évolution,.
Malgré sa petite taille, cette espèce de poisson est capable de produire des sons pouvant atteindre 147 dB, mesurés à quelques millimètres des émetteurs. Selon Jérôme Sueur, si le son est mesuré selon le standard SPL (hydrophone situé à 1 mètre des émetteurs), il atteint 78 dB avec des pointes allant jusqu'à 99 dB.
Ce phénomène, qui ne s’observe que chez les individus mâles, pourrait résulter de l’action d’un muscle contenant un cartilage qui irait frapper la vessie natatoire,,. C'est approximativement le bruit du décollage d'un avion ou d'un coup de feu.

## Classification
Le nom valide complet (avec auteur) de ce taxon est Danionella cerebrum Britz (d), Conway (d) & Rüber (d), 2021,.
Cette espèce avait été préalablement identifiée comme Danionella translucida en raison de la ressemblance et de la localisation géographique des deux espèces,.

### Étymologie
Son épithète spécifique, du latin cerebrum, « cerveau », fait référence à son cerveau qui est l'un des plus petits cerveaux parmi les vertébrés et qui fait de ce poisson un nouveau modèle prometteur pour les études neurophysiologiques.

### Publication originale
- (en) Ralf Britz, Kevin W. Conway et Lukas Rüber, « The emerging vertebrate model species for neurophysiological studies is Danionella cerebrum, new species (Teleostei: Cyprinidae) », Scientific Reports, Royaume-Uni, vol. 11, no 18942,‎ 23 septembre 2021 (e-ISSN 2045-2322, DOI 10.1038/s41598-021-97600-0, lire en ligne, consulté le 13 juin 2024).